# استبدال محب للنواة أحادي الجزيء
الاستبدال محب النواة أحادي الجزيء أو تفاعلات الاستبدال المحبة للنواة من الرتبة الأولى (SN1) في الكيمياء العضوية هو تفاعل استبدال يتم فيه هجوم نكليوفيل أو محب نواة (وهو أي جزئ متبرع بالإلكترونات) على شحنة موجبة موجودة ضمن الجزيء الهدف (مكان فقير بالإلكترونات) بشكل يحل مكان المجموعة المغادرة (أو المرتحلة) الموجودة في الجزئ الأصلي. يسمى هذا النوع من التفاعلات باسم تفاعل SN1، حيث ترمز SN إلى استبدال محب للنواة، في حين أن 1 تشير إلى أن المرحلة المحددة لسرعة التفاعل هي أحادية الجزيء.
في تفاعل استبدال محب النواة أحادي الجزيء يكون معدل سرعة التفاعل من الدرجة الأولى بالنسبة الكاشف المحب للإلكترون، في حين أنه يكون من الدرجة صفر بالنسبة للكاشف المحب للنواة.

## الآلية
مثال هذا التفاعل يحدث مع S  N  1 آلية التفاعل هو حلمهة لل بروميد ثالثي البوتيل مع الماء لتكوين ثالثي بوتانول:
- يتشكل كاتيون كربوني من ثالثي البوتيل من انفصال مجموعة مغادرة (أنيون بروميد) من ذرة كربون: هذه الخطوة بطيئة وعكوسة.

- هجوم نكليوفيلي: حيث يتفاعل الكربكاتيون مع النكليوفيل:

- نزع بروتون ليتشكل الكحول الموافق بالإضافة إلى أيون هيدرونيوم